# Schüttkasten Frauenkirchen

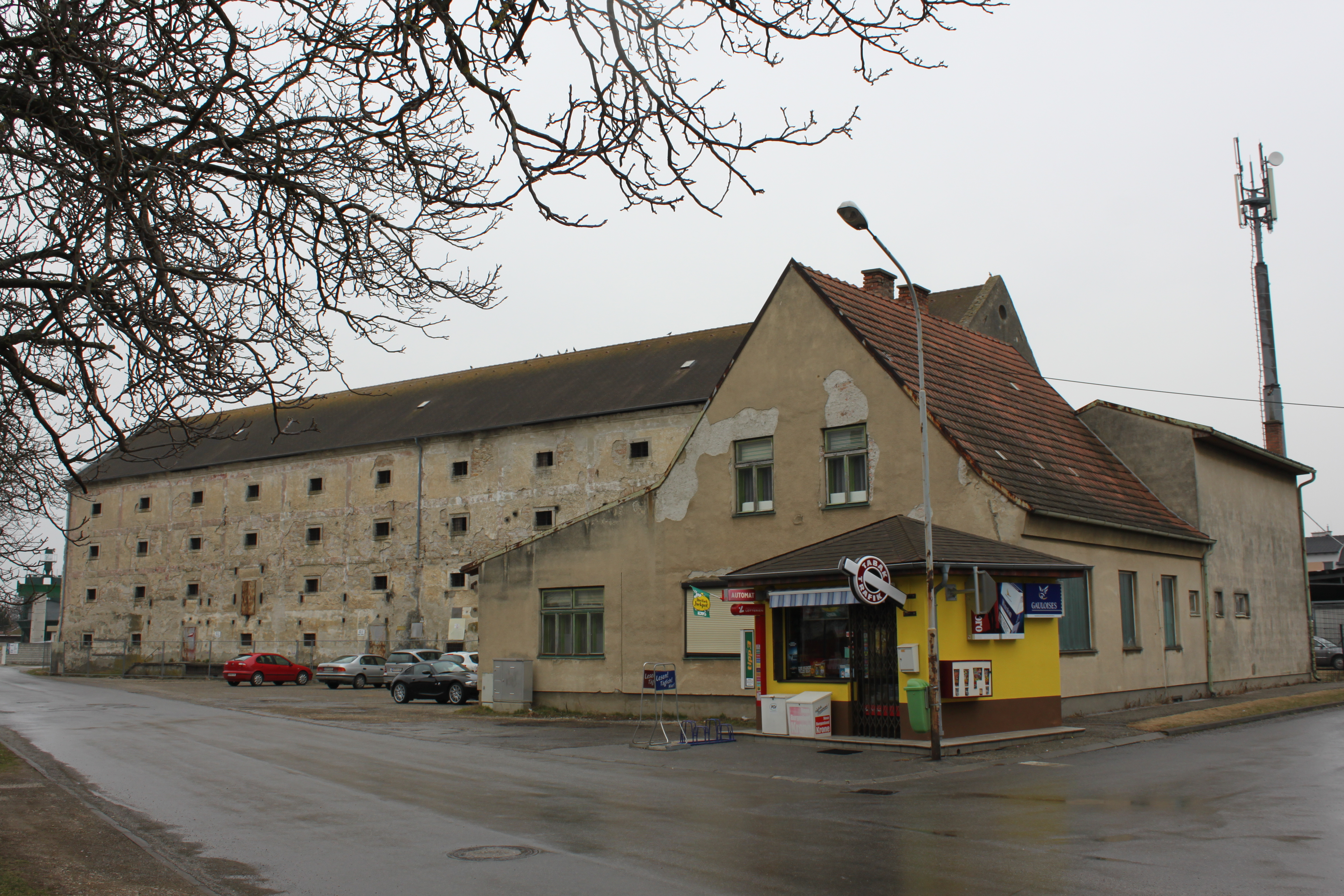
Schüttkasten Frauenkirchen

Der Schüttkasten Frauenkirchen steht an der Adresse Raiffeisenplatz 1 in Frauenkirchen im Bezirk Neusiedl am See im Burgenland. Das Bauwerk steht unter Denkmalschutz (Listeneintrag).
Er trägt das Wappen des Fürsten Esterházy und ist mit der Jahreszahl 1766 bezeichnet. Der viergeschoßige Giebelbau ist 17 Fensterachsen lang. Über dem Erdgeschoß und unter dem Dach ist die Decke gewölbt, die anderen Decken sind Holzbalkendecken.